# Puchar Świata w biathlonie 2005/2006
Puchar Świata w biathlonie 2005/2006 to 29. sezon w historii tej dyscypliny sportu. Pierwsze zawody odbyły się 26 listopada 2005 w Östersund, a ostatnie 26 marca 2006 w Chanty-Mansyjsku. Najważniejszą imprezą tego sezonu były igrzyska olimpijskie w Turynie, które „zastępowały” mistrzostwa świata.
Klasyfikacje generalną pań wygrała Niemka Kati Wilhelm zdobywając 969 punktów. Druga w klasyfikacji Anna Carin Olofsson ze Szwecji zdobyła 818 punktów zaś trzecia Martina Glagow, także z Niemiec, 694 punkty. Wśród Polek najlepsza była Magdalena Gwizdoń, która zajęła 35. miejsce gromadząc 139 punktów. Klasyfikacje sprintu oraz biegu pościgowego również wygrała Wilhelm. W biegu indywidualnym najlepsza okazała się Rosjanka Swietłana Iszmuratowa, zaś w biegu masowym Martina Glagow. „Małą kryształową kulę” za wygranie klasyfikacji sztafet zdobyły Rosjanki, a w pucharze narodów najlepsze okazały się Niemki.
Wśród panów kolejny raz najlepszy okazał się Norweg Ole Einar Bjørndalen, który zdobył 812 punktów i o 119 wyprzedził Francuza Raphaëla Poirée oraz o 138 Niemca Svena Fischera. Tuż za Niemcem uplasował się Tomasz Sikora, który zgromadził 605 punktów, poza tym polski zawodnik wygrał klasyfikację sprintu oraz zajął trzecie miejsce w klasyfikacji biegu masowego. „Małą kryształową kulę” za wygranie klasyfikacji biegu masowego oraz biegu pościgowego zdobył Bjørndalen. W biegu indywidualnym zwyciężył Niemiec Michael Greis, który wspólnie z kolegami z drużyny triumfował również w klasyfikacji sztafet oraz w pucharze narodów.

## Kalendarz
- Östersund – 26-29 listopada 2005
- Hochfilzen – 7-11 grudnia 2005
- Osrblie – 14-18 grudnia 2005
- Oberhof – 3-8 stycznia 2006
- Ruhpolding – 10-15 stycznia 2006
- Anterselva – 19-22 stycznia 2006
- Cesana San Sicario – 11-25 lutego 2006 (Igrzyska olimpijskie)
- Pokljuka – 8-12 marca 2006
- Kontiolahti – 16-19 marca 2006
- Oslo/Holmenkollen – 23-26 marca 2006

## Mężczyźni

### Wyniki
| 1. Östersund, 26.11.2005 – 30.11.2005 | 1. Östersund, 26.11.2005 – 30.11.2005 | 1. Östersund, 26.11.2005 – 30.11.2005                                            | 1. Östersund, 26.11.2005 – 30.11.2005                                      | 1. Östersund, 26.11.2005 – 30.11.2005                                        |
| Data                                  | Konkurencja                           | miejsce                                                                          | miejsce                                                                    | miejsce                                                                      |
| ------------------------------------- | ------------------------------------- | -------------------------------------------------------------------------------- | -------------------------------------------------------------------------- | ---------------------------------------------------------------------------- |
| 26 listopada                          | Sprint (10 km)                        | Stian Eckhoff                                                                    | Raphaël Poirée                                                             | Ilmārs Bricis                                                                |
| 27 listopada                          | Bieg pościgowy (12,5 km)              | Ole Einar Bjørndalen                                                             | Vincent Defrasne                                                           | Iwan Czeriezow                                                               |
| 29 listopada                          | Sztafeta (4 × 7,5 km)                 | Norwegia Stian Eckhoff · Egil Gjelland · Halvard Hanevold · Ole Einar Bjørndalen | Rosja Filipp Szulman · Iwan Czeriezow · Pawieł Rostowcew · Nikołaj Krugłow | Francja Julien Robert · Raphaël Poirée · Alexandre Aubert · Vincent Defrasne |

| 2. Hochfilzen, 7.12.2005 – 11.12.2005 | 2. Hochfilzen, 7.12.2005 – 11.12.2005 | 2. Hochfilzen, 7.12.2005 – 11.12.2005                             | 2. Hochfilzen, 7.12.2005 – 11.12.2005                                         | 2. Hochfilzen, 7.12.2005 – 11.12.2005                                       |
| Data                                  | Konkurencja                           | miejsce                                                           | miejsce                                                                       | miejsce                                                                     |
| ------------------------------------- | ------------------------------------- | ----------------------------------------------------------------- | ----------------------------------------------------------------------------- | --------------------------------------------------------------------------- |
| 8 grudnia                             | Bieg indywidualny (20 km)             | Raphaël Poirée                                                    | Ole Einar Bjørndalen                                                          | Michael Greis                                                               |
| 10 grudnia                            | Sprint (10 km)                        | Frode Andresen                                                    | Lars Berger                                                                   | Sven Fischer                                                                |
| 11 grudnia                            | Sztafeta (4 × 7,5 km)                 | Niemcy Ricco Groß · Alexander Wolf · Sven Fischer · Michael Greis | Rosja Iwan Czeriezow · Nikołaj Krugłow · Pawieł Rostowcew · Siergiej Czepikow | Francja Julien Robert · Vincent Defrasne · Ferreol Cannard · Raphaël Poirée |

| 3. Osrblie, 15.12.2005 – 18.12.2005 | 3. Osrblie, 15.12.2005 – 18.12.2005 | 3. Osrblie, 15.12.2005 – 18.12.2005 | 3. Osrblie, 15.12.2005 – 18.12.2005 | 3. Osrblie, 15.12.2005 – 18.12.2005 |
| Data                                | Konkurencja                         | miejsce                             | miejsce                             | miejsce                             |
| ----------------------------------- | ----------------------------------- | ----------------------------------- | ----------------------------------- | ----------------------------------- |
| 15 grudnia                          | Bieg indywidualny (20 km)           | Sven Fischer                        | Maksim Czudow                       | Michael Rösch                       |
| 16 grudnia                          | Sprint (10 km)                      | Alexander Wolf                      | Michael Rösch                       | Sven Fischer                        |
| 18 grudnia                          | Bieg pościgowy (12,5 km)            | Sven Fischer                        | Alexander Wolf                      | Michael Rösch                       |

| 4. Oberhof, 04.01.2006 – 08.01.2006 | 4. Oberhof, 04.01.2006 – 08.01.2006 | 4. Oberhof, 04.01.2006 – 08.01.2006                               | 4. Oberhof, 04.01.2006 – 08.01.2006                                         | 4. Oberhof, 04.01.2006 – 08.01.2006                                             |
| Data                                | Konkurencja                         | miejsce                                                           | miejsce                                                                     | miejsce                                                                         |
| ----------------------------------- | ----------------------------------- | ----------------------------------------------------------------- | --------------------------------------------------------------------------- | ------------------------------------------------------------------------------- |
| 4 stycznia                          | Sztafeta (4 × 7,5 km)               | Niemcy Ricco Groß · Alexander Wolf · Sven Fischer · Michael Greis | Rosja Siergiej Rożkow · Pawieł Rostowcew · Iwan Czeriezow · Nikołaj Krugłow | Białoruś Alaksiej Ajdarau · Siarhiej Nowikau · Władimir Draczow · Aleh Ryżenkau |
| 7 stycznia                          | Sprint (10 km)                      | Vincent Defrasne                                                  | Alexander Wolf                                                              | Maksim Czudow                                                                   |
| 8 stycznia                          | Bieg masowy (15 km)                 | Halvard Hanevold                                                  | Sven Fischer                                                                | Raphaël Poirée                                                                  |

| 5. Ruhpolding, 12.01.2006 – 15.01.2006 | 5. Ruhpolding, 12.01.2006 – 15.01.2006 | 5. Ruhpolding, 12.01.2006 – 15.01.2006                               | 5. Ruhpolding, 12.01.2006 – 15.01.2006                                          | 5. Ruhpolding, 12.01.2006 – 15.01.2006                                           |
| Data                                   | Konkurencja                            | miejsce                                                              | miejsce                                                                         | miejsce                                                                          |
| -------------------------------------- | -------------------------------------- | -------------------------------------------------------------------- | ------------------------------------------------------------------------------- | -------------------------------------------------------------------------------- |
| 12 stycznia                            | Sztafeta (4 × 7,5 km)                  | Niemcy Michael Rösch · Alexander Wolf · Sven Fischer · Michael Greis | Austria Daniel Mesotitsch · Wolfgang Perner · Ludwig Gredler · Christoph Sumann | Norwegia Halvard Hanevold · Emil Hegle Svendsen · Frode Andresen · Stian Eckhoff |
| 14 stycznia                            | Sprint (10 km)                         | Frode Andresen                                                       | Michael Rösch                                                                   | Michael Greis                                                                    |
| 15 stycznia                            | Bieg pościgowy (12,5 km)               | Michael Rösch                                                        | Raphaël Poirée                                                                  | Siergiej Czepikow                                                                |

| 6. Anterselva, 19.01.2006 – 22.01.2006 | 6. Anterselva, 19.01.2006 – 22.01.2006 | 6. Anterselva, 19.01.2006 – 22.01.2006 | 6. Anterselva, 19.01.2006 – 22.01.2006 | 6. Anterselva, 19.01.2006 – 22.01.2006 |
| Data                                   | Konkurencja                            | miejsce                                | miejsce                                | miejsce                                |
| -------------------------------------- | -------------------------------------- | -------------------------------------- | -------------------------------------- | -------------------------------------- |
| 19 stycznia                            | Sprint (10 km)                         | Frode Andresen                         | Ricco Groß                             | Maksim Czudow                          |
| 20 stycznia                            | Bieg pościgowy (12,5 km)               | Ricco Groß                             | Halvard Hanevold                       | Frode Andresen                         |
| 22 stycznia                            | Bieg masowy (15 km)                    | Ole Einar Bjørndalen                   | Raphaël Poirée                         | Frode Andresen                         |

| Igrzyska olimpijskie Turyn, 11.02.2006 – 26.02.2006 | Igrzyska olimpijskie Turyn, 11.02.2006 – 26.02.2006 | Igrzyska olimpijskie Turyn, 11.02.2006 – 26.02.2006              | Igrzyska olimpijskie Turyn, 11.02.2006 – 26.02.2006                           | Igrzyska olimpijskie Turyn, 11.02.2006 – 26.02.2006                         |
| Data                                                | Konkurencja                                         | miejsce                                                          | miejsce                                                                       | miejsce                                                                     |
| --------------------------------------------------- | --------------------------------------------------- | ---------------------------------------------------------------- | ----------------------------------------------------------------------------- | --------------------------------------------------------------------------- |
| 11 lutego 2006                                      | Bieg indywidualny (20 km)                           | Michael Greis                                                    | Ole Einar Bjørndalen                                                          | Halvard Hanevold                                                            |
| 14 lutego 2006                                      | Sprint (10 km)                                      | Sven Fischer                                                     | Halvard Hanevold                                                              | Frode Andresen                                                              |
| 18 lutego 2006                                      | Bieg pościgowy (12,5 km)                            | Vincent Defrasne                                                 | Ole Einar Bjørndalen                                                          | Sven Fischer                                                                |
| 21 lutego 2006                                      | Sztafeta (4 × 7,5 km)                               | Niemcy Ricco Groß · Michael Rösch · Sven Fischer · Michael Greis | Rosja Iwan Czeriezow · Siergiej Czepikow · Pawieł Rostowcew · Nikołaj Krugłow | Francja Julien Robert · Vincent Defrasne · Ferreol Cannard · Raphaël Poirée |
| 25 lutego 2006                                      | Bieg masowy (15 km)                                 | Michael Greis                                                    | Tomasz Sikora                                                                 | Ole Einar Bjørndalen                                                        |

| 7. Pokljuka, 08.03.2006 – 11.03.2006 | 7. Pokljuka, 08.03.2006 – 11.03.2006 | 7. Pokljuka, 08.03.2006 – 11.03.2006 | 7. Pokljuka, 08.03.2006 – 11.03.2006 | 7. Pokljuka, 08.03.2006 – 11.03.2006 |
| Data                                 | Konkurencja                          | miejsce                              | miejsce                              | miejsce                              |
| ------------------------------------ | ------------------------------------ | ------------------------------------ | ------------------------------------ | ------------------------------------ |
| 8 marca                              | Sprint (10 km)                       | Ole Einar Bjørndalen                 | Raphaël Poirée                       | Carl Johan Bergman                   |
| 11 marca                             | Bieg pościgowy (12,5 km)             | Ole Einar Bjørndalen                 | Raphaël Poirée                       | Carl Johan Bergman                   |

| 8. Kontiolahti, 16.03.2006 – 19.03.2006 | 8. Kontiolahti, 16.03.2006 – 19.03.2006 | 8. Kontiolahti, 16.03.2006 – 19.03.2006 | 8. Kontiolahti, 16.03.2006 – 19.03.2006 | 8. Kontiolahti, 16.03.2006 – 19.03.2006 |
| Data                                    | Konkurencja                             | miejsce                                 | miejsce                                 | miejsce                                 |
| --------------------------------------- | --------------------------------------- | --------------------------------------- | --------------------------------------- | --------------------------------------- |
| 16 marca                                | Sprint (10 km)                          | Carl Johan Bergman                      | Tomasz Sikora                           | Sven Fischer                            |
| 18 marca                                | Bieg pościgowy (12,5 km)                | Ole Einar Bjørndalen                    | Raphaël Poirée                          | Lars Berger                             |
| 19 marca                                | Bieg masowy (15 km)                     | Tomasz Sikora                           | Raphaël Poirée                          | Ole Einar Bjørndalen                    |

| 9. Oslo/Holmenkollen, 23.03.2009 – 26.03.2006 | 9. Oslo/Holmenkollen, 23.03.2009 – 26.03.2006 | 9. Oslo/Holmenkollen, 23.03.2009 – 26.03.2006 | 9. Oslo/Holmenkollen, 23.03.2009 – 26.03.2006 | 9. Oslo/Holmenkollen, 23.03.2009 – 26.03.2006 |
| Data                                          | Konkurencja                                   | miejsce                                       | miejsce                                       | miejsce                                       |
| --------------------------------------------- | --------------------------------------------- | --------------------------------------------- | --------------------------------------------- | --------------------------------------------- |
| 23 marca                                      | Sprint (10 km)                                | Ole Einar Bjørndalen                          | Ilmārs Bricis                                 | Mattias Nilsson                               |
| 25 marca                                      | Bieg pościgowy (12,5 km)                      | Ole Einar Bjørndalen                          | Tomasz Sikora                                 | Ricco Groß                                    |
| 26 marca                                      | Bieg masowy (15 km)                           | Ole Einar Bjørndalen                          | Roman Dostál                                  | Siergiej Rożkow                               |

### Klasyfikacje
| Miejsce | Zawodnik                | Punkty |
| ------- | ----------------------- | ------ |
| 1       | Ole Einar Bjørndalen    | 812    |
| 2       | Raphaël Poirée          | 693    |
| 3       | Sven Fischer            | 674    |
| 4       | Tomasz Sikora           | 605    |
| 5       | Michael Rösch           | 573    |
| 6       | Vincent Defrasne        | 553    |
| 7       | Halvard Hanevold        | 548    |
| 8       | Ricco Groß              | 517    |
| 9       | Frode Andresen          | 510    |
| 10      | Michael Greis           | 470    |
| 11      | Carl Johan Bergman      | 437    |
| 12      | Alexander Wolf          | 429    |
| 13      | Maksim Czudow           | 427    |
| 14      | Siergiej Czepikow       | 423    |
| 15      | Iwan Czeriezow          | 405    |
| 16      | Christoph Sumann        | 371    |
| 17      | Andreas Birnbacher      | 371    |
| 18      | Ilmārs Bricis           | 358    |
| 19      | Stian Eckhoff           | 337    |
| 20      | Nikołaj Krugłow         | 322    |
| 21      | Siergiej Rożkow         | 290    |
| 22      | Emil Hegle Svendsen     | 289    |
| 23      | Roman Dostál            | 281    |
| 24      | Julien Robert           | 254    |
| 25      | Björn Ferry             | 246    |
| 26      | Pawieł Rostowcew        | 234    |
| 27      | Rene Laurent Vuillermoz | 218    |
| 28      | Mattias Nilsson         | 195    |
| 29      | Michal Šlesingr         | 194    |
| 30      | Władimir Draczow        | 175    |
| 31      | Alaksiej Ajdarau        | 169    |

| Miejsce | Zawodnik             | Punkty |
| ------- | -------------------- | ------ |
| 32      | Wolfgang Rottmann    | 159    |
| 33      | Rustam Waliullin     | 158    |
| 34      | Lars Berger          | 143    |
| 35      | Aleh Ryżenkau        | 136    |
| 36      | Zdeněk Vítek         | 134    |
| 37      | Jay Hakkinen         | 120    |
| 38      | Ludwig Gredler       | 93     |
| 39      | Zhang Chengye        | 92     |
| 40      | Alexander Os         | 92     |
| 41      | Wolfgang Perner      | 87     |
| 42      | Paavo Puurunen       | 85     |
| 43      | Christian De Lorenzi | 84     |
| 44      | Rusłan Łysenko       | 82     |
| 45      | Daniel Mesotitsch    | 79     |
| 46      | Marek Matiaško       | 77     |
| 47      | Wilfried Pallhuber   | 77     |
| 48      | Siarhiej Nowikau     | 77     |
| 49      | Friedrich Pinter     | 74     |
| 50      | Simon Fourcade       | 73     |
| 51      | Carsten Pump         | 65     |
| 52      | Ondřej Moravec       | 59     |
| 53      | Andriej Makowiejew   | 57     |
| 54      | Siergiej Baszkirow   | 56     |
| 55      | Janez Marič          | 55     |
| 56      | Daniel Graf          | 52     |
| 57      | Simon Hallenbarter   | 48     |
| 58      | Egil Gjelland        | 48     |
| 59      | Andrij Deryzemla     | 46     |
| 60      | Roland Lessing       | 44     |
| 61      | Dmitrij Jaroszenko   | 43     |
| 62      | David Ekholm         | 29     |

| Miejsce | Zawodnik               | Punkty |
| ------- | ---------------------- | ------ |
| 63      | Tomáš Holubec          | 29     |
| 64      | Kyoji Suga             | 27     |
| 65      | Hidenori Isa           | 26     |
| 66      | Anstein Mykland        | 24     |
| 67      | Magne Thorleiv Rønning | 24     |
| 68      | Jörn Wollschläger      | 22     |
| 69      | Alexandre Aubert       | 20     |
| 70      | Matthias Simmen        | 18     |
| 71      | Ferréol Cannard        | 17     |
| 72      | Lionel Grebot          | 13     |
| 73      | Jaroslav Soukup        | 12     |
| 74      | Matjaž Poklukar        | 12     |
| 75      | Wiesław Ziemianin      | 11     |
| 76      | Witalij Rudenczyk      | 10     |
| 77      | Filipp Szulman         | 10     |
| 78      | Håkon Andersen         | 7      |
| 79      | Wjaczesław Derkacz     | 7      |
| 80      | Pavol Hurajt           | 7      |
| 81      | Jānis Bērziņš          | 6      |
| 82      | Lowell Bailey          | 6      |
| 83      | Jakob Börjesson        | 5      |
| 84      | Indrek Tobreluts       | 5      |
| 85      | Wadim Saszurin         | 4      |
| 86      | Roman Pryma            | 4      |
| 87      | Ołeksandr Biłanenko    | 4      |
| 88      | Dimitri Borovik        | 2      |
| 89      | Hans Martin Gjedrem    | 2      |
| 90      | Timo Antila            | 2      |
| 91      | Aleksander Syman       | 1      |
| 92      | Jeremy Teela           | 1      |
| 93      | Ołeksij Korabejnikow   | 1      |

| Miejsce | Zawodnik                | Punkty |
| ------- | ----------------------- | ------ |
| 1       | Michael Greis           | 133    |
| 2       | Ole Einar Bjørndalen    | 92     |
| 3       | Raphaël Poirée          | 83     |
| 4       | Sven Fischer            | 77     |
| 5       | Halvard Hanevold        | 77     |
| 6       | Siergiej Czepikow       | 77     |
| 7       | Pawieł Rostowcew        | 70     |
| 8       | Alexander Wolf          | 68     |
| 9       | Michael Rösch           | 56     |
| 10      | Rene Laurent Vuillermoz | 54     |

| Miejsce | Zawodnik             | Punkty |
| ------- | -------------------- | ------ |
| 1       | Tomasz Sikora        | 256    |
| 2       | Ole Einar Bjørndalen | 251    |
| 3       | Raphaël Poirée       | 243    |
| 4       | Sven Fischer         | 232    |
| 5       | Vincent Defrasne     | 227    |
| 6       | Ricco Groß           | 214    |
| 7       | Frode Andresen       | 211    |
| 8       | Michael Rösch        | 211    |
| 9       | Halvard Hanevold     | 201    |
| 10      | Carl Johan Bergman   | 193    |

| Miejsce | Zawodnik             | Punkty |
| ------- | -------------------- | ------ |
| 1       | Ole Einar Bjørndalen | 283    |
| 2       | Sven Fischer         | 229    |
| 3       | Raphaël Poirée       | 200    |
| 4       | Vincent Defrasne     | 198    |
| 5       | Michael Rösch        | 195    |
| 6       | Frode Andresen       | 190    |
| 7       | Ricco Groß           | 177    |
| 8       | Carl Johan Bergman   | 165    |
| 9       | Tomasz Sikora        | 164    |
| 10      | Christoph Sumann     | 146    |

| Miejsce | Zawodnik             | Punkty |
| ------- | -------------------- | ------ |
| 1       | Ole Einar Bjørndalen | 186    |
| 2       | Raphaël Poirée       | 157    |
| 3       | Tomasz Sikora        | 140    |
| 4       | Sven Fischer         | 124    |
| 5       | Maksim Czudow        | 120    |
| 6       | Halvard Hanevold     | 119    |
| 7       | Emil Hegle Svendsen  | 117    |
| 8       | Siergiej Rożkow      | 106    |
| 9       | Vincent Defrasne     | 102    |
| 10      | Iwan Czeriezow       | 102    |

| Miejsce | Reprezentacja | Punkty |
| ------- | ------------- | ------ |
| 1       | Niemcy        | 200    |
| 2       | Rosja         | 184    |
| 3       | Francja       | 169    |
| 4       | Norwegia      | 164    |
| 5       | Białoruś      | 147    |
| 6       | Austria       | 145    |
| 7       | Szwecja       | 145    |
| 8       | Czechy        | 138    |
| 9       | Ukraina       | 137    |
| 10      | Słowenia      | 98     |

| Miejsce | Reprezentacja | Punkty |
| ------- | ------------- | ------ |
| 1       | Niemcy        | 5843   |
| 2       | Norwegia      | 5531   |
| 3       | Rosja         | 5462   |
| 4       | Francja       | 5067   |
| 5       | Austria       | 4668   |
| 6       | Białoruś      | 4664   |
| 7       | Szwajcaria    | 4637   |
| 8       | Czechy        | 4471   |
| 9       | Ukraina       | 4031   |
| 10      | Włochy        | 3950   |

## Kobiety

### Wyniki
| 1. Östersund, 26.11.2005 – 30.11.2005 | 1. Östersund, 26.11.2005 – 30.11.2005 | 1. Östersund, 26.11.2005 – 30.11.2005                                                            | 1. Östersund, 26.11.2005 – 30.11.2005                                                  | 1. Östersund, 26.11.2005 – 30.11.2005                                               |
| Data                                  | Konkurencja                           | miejsce                                                                                          | miejsce                                                                                | miejsce                                                                             |
| ------------------------------------- | ------------------------------------- | ------------------------------------------------------------------------------------------------ | -------------------------------------------------------------------------------------- | ----------------------------------------------------------------------------------- |
| 26 listopada                          | Sprint (7,5 km)                       | Uschi Disl                                                                                       | Tadeja Brankovič                                                                       | Katrin Apel                                                                         |
| 27 listopada                          | Bieg pościgowy (10 km)                | Olga Zajcewa                                                                                     | Kati Wilhelm                                                                           | Andrea Henkel                                                                       |
| 29 listopada                          | Sztafeta (4 × 6 km)                   | Norwegia Liv Grete Poirée · Gro Marit Istad-Kristiansen · Gunn Margit Andreassen · Linda Tjørhom | Francja Delphyne Peretto · Christelle Gros · Florence Baverel-Robert · Sandrine Bailly | Rosja Olga Pylowa · Swietłana Iszmuratowa · Natalja Gusiewa · Anna Bogalij-Titowiec |

| 2. Hochfilzen, 07.12.2005 – 11.12.2005 | 2. Hochfilzen, 07.12.2005 – 11.12.2005 | 2. Hochfilzen, 07.12.2005 – 11.12.2005                                                           | 2. Hochfilzen, 07.12.2005 – 11.12.2005                                     | 2. Hochfilzen, 07.12.2005 – 11.12.2005                                |
| Data                                   | Konkurencja                            | miejsce                                                                                          | miejsce                                                                    | miejsce                                                               |
| -------------------------------------- | -------------------------------------- | ------------------------------------------------------------------------------------------------ | -------------------------------------------------------------------------- | --------------------------------------------------------------------- |
| 7 grudnia                              | Bieg indywidualny (15 km)              | Anna Carin Olofsson                                                                              | Olga Zajcewa                                                               | Natalja Gusiewa                                                       |
| 9 grudnia                              | Sprint (7,5 km)                        | Kati Wilhelm                                                                                     | Swietłana Iszmuratowa                                                      | Uschi Disl                                                            |
| 10 grudnia                             | Sztafeta (4 × 6 km)                    | Norwegia Liv Grete Poirée · Gro Marit Istad-Kristiansen · Gunn Margit Andreassen · Linda Tjørhom | Rosja Olga Pylowa · Swietłana Iszmuratowa · Albina Achatowa · Olga Zajcewa | Niemcy Martina Glagow · Simone Denkinger · Katrin Apel · Kati Wilhelm |

| 3. Osrblie, 15.12.2005 – 18.12.2005 | 3. Osrblie, 15.12.2005 – 18.12.2005 | 3. Osrblie, 15.12.2005 – 18.12.2005 | 3. Osrblie, 15.12.2005 – 18.12.2005 | 3. Osrblie, 15.12.2005 – 18.12.2005 |
| Data                                | Konkurencja                         | miejsce                             | miejsce                             | miejsce                             |
| ----------------------------------- | ----------------------------------- | ----------------------------------- | ----------------------------------- | ----------------------------------- |
| 15 grudnia                          | Bieg indywidualny (15 km)           | Swietłana Iszmuratowa               | Albina Achatowa                     | Florence Baverel-Robert             |
| 17 grudnia                          | Sprint (7,5 km)                     | Anna Carin Olofsson                 | Kati Wilhelm                        | Lilija Jefremowa                    |
| 18 grudnia                          | Bieg pościgowy (10 km)              | Anna Carin Olofsson                 | Kati Wilhelm                        | Uschi Disl                          |

| 4. Oberhof, 04.01.2006 – 08.01.2006 | 4. Oberhof, 04.01.2006 – 08.01.2006 | 4. Oberhof, 04.01.2006 – 08.01.2006                                                   | 4. Oberhof, 04.01.2006 – 08.01.2006                            | 4. Oberhof, 04.01.2006 – 08.01.2006                                             |
| Data                                | Konkurencja                         | miejsce                                                                               | miejsce                                                        | miejsce                                                                         |
| ----------------------------------- | ----------------------------------- | ------------------------------------------------------------------------------------- | -------------------------------------------------------------- | ------------------------------------------------------------------------------- |
| 5 stycznia                          | Sztafeta (4 × 6 km)                 | Francja Delphyne Peretto · Florence Baverel-Robert · Sylvie Becaert · Sandrine Bailly | Niemcy Uschi Disl · Andrea Henkel · Katrin Apel · Kati Wilhelm | Białoruś Jekatierina Iwanowa · Olga Nazarowa · Ludmiła Anańka · Ołena Zubryłowa |
| 7 stycznia                          | Sprint (7,5 km)                     | Kati Wilhelm                                                                          | Anna Carin Olofsson                                            | Linda Tjørhom                                                                   |
| 8 stycznia                          | Bieg masowy (12,5 km)               | Martina Glagow                                                                        | Olga Pylowa                                                    | Katrin Apel                                                                     |

| 5. Ruhpolding, 11.01.2006 – 15.01.2006 | 5. Ruhpolding, 11.01.2006 – 15.01.2006 | 5. Ruhpolding, 11.01.2006 – 15.01.2006                                               | 5. Ruhpolding, 11.01.2006 – 15.01.2006                                 | 5. Ruhpolding, 11.01.2006 – 15.01.2006                                    |
| Data                                   | Konkurencja                            | miejsce                                                                              | miejsce                                                                | miejsce                                                                   |
| -------------------------------------- | -------------------------------------- | ------------------------------------------------------------------------------------ | ---------------------------------------------------------------------- | ------------------------------------------------------------------------- |
| 11 stycznia                            | Sztafeta (4 × 6 km)                    | Rosja Anna Bogalij-Titowiec · Swietłana Iszmuratowa · Albina Achatowa · Olga Zajcewa | Niemcy Martina Glagow · Andrea Henkel · Katrin Apel · Simone Denkinger | Słowenia Teja Gregorin · Andreja Mali · Andreja Koblar · Tadeja Brankovič |
| 13 stycznia                            | Sprint (7,5 km)                        | Sandrine Bailly                                                                      | Kati Wilhelm                                                           | Swietłana Iszmuratowa                                                     |
| 15 stycznia                            | Bieg pościgowy (10 km)                 | Liv Grete Poirée                                                                     | Kati Wilhelm                                                           | Albina Achatowa                                                           |

| 6. Anterselva, 19.01.2006 – 22.01.2006 | 6. Anterselva, 19.01.2006 – 22.01.2006 | 6. Anterselva, 19.01.2006 – 22.01.2006 | 6. Anterselva, 19.01.2006 – 22.01.2006 | 6. Anterselva, 19.01.2006 – 22.01.2006 |
| Data                                   | Konkurencja                            | miejsce                                | miejsce                                | miejsce                                |
| -------------------------------------- | -------------------------------------- | -------------------------------------- | -------------------------------------- | -------------------------------------- |
| 19 stycznia                            | Sprint (7,5 km)                        | Kati Wilhelm                           | Sandrine Bailly                        | Albina Achatowa                        |
| 21 stycznia                            | Bieg pościgowy (10 km)                 | Kati Wilhelm                           | Sandrine Bailly                        | Albina Achatowa                        |
| 22 stycznia                            | Bieg masowy (12,5 km)                  | Martina Glagow                         | Andrea Henkel                          | Uschi Disl                             |

| Igrzyska olimpijskie Turyn, 11.02.2006 – 26.02.2006 | Igrzyska olimpijskie Turyn, 11.02.2006 – 26.02.2006 | Igrzyska olimpijskie Turyn, 11.02.2006 – 26.02.2006                                  | Igrzyska olimpijskie Turyn, 11.02.2006 – 26.02.2006                | Igrzyska olimpijskie Turyn, 11.02.2006 – 26.02.2006                                   |
| Data                                                | Konkurencja                                         | miejsce                                                                              | miejsce                                                            | miejsce                                                                               |
| --------------------------------------------------- | --------------------------------------------------- | ------------------------------------------------------------------------------------ | ------------------------------------------------------------------ | ------------------------------------------------------------------------------------- |
| 13 marca 2006                                       | Bieg indywidualny (15 km)                           | Swietłana Iszmuratowa                                                                | Martina Glagow                                                     | Albina Achatowa                                                                       |
| 16 marca 2006                                       | Sprint (7,5 km)                                     | Florence Baverel-Robert                                                              | Anna Carin Olofsson                                                | Lilija Jefremowa                                                                      |
| 18 marca 2006                                       | Bieg pościgowy (10 km)                              | Kati Wilhelm                                                                         | Martina Glagow                                                     | Albina Achatowa                                                                       |
| 23 marca 2006                                       | Sztafeta (4 × 6 km)                                 | Rosja Anna Bogalij-Titowiec · Swietłana Iszmuratowa · Olga Zajcewa · Albina Achatowa | Niemcy Martina Glagow · Andrea Henkel · Katrin Apel · Kati Wilhelm | Francja Delphyne Peretto · Florence Baverel-Robert · Sylvie Becaert · Sandrine Bailly |
| 25 marca 2006                                       | Bieg masowy (12,5 km)                               | Anna Carin Olofsson                                                                  | Kati Wilhelm                                                       | Uschi Disl                                                                            |

| 7. Pokljuka, 08.03.2006 – 11.03.2006 | 7. Pokljuka, 08.03.2006 – 11.03.2006 | 7. Pokljuka, 08.03.2006 – 11.03.2006 | 7. Pokljuka, 08.03.2006 – 11.03.2006 | 7. Pokljuka, 08.03.2006 – 11.03.2006 |
| Data                                 | Konkurencja                          | miejsce                              | miejsce                              | miejsce                              |
| ------------------------------------ | ------------------------------------ | ------------------------------------ | ------------------------------------ | ------------------------------------ |
| 9 marca                              | Sprint (7,5 km)                      | Linda Tjørhom                        | Sandrine Bailly                      | Florence Baverel-Robert              |
| 11 marca                             | Bieg pościgowy (10 km)               | Sandrine Bailly                      | Kati Wilhelm                         | Katrin Apel                          |

| 8. Kontiolahti, 16.03.2006 – 19.03.2006 | 8. Kontiolahti, 16.03.2006 – 19.03.2006 | 8. Kontiolahti, 16.03.2006 – 19.03.2006 | 8. Kontiolahti, 16.03.2006 – 19.03.2006 | 8. Kontiolahti, 16.03.2006 – 19.03.2006 |
| Data                                    | Konkurencja                             | miejsce                                 | miejsce                                 | miejsce                                 |
| --------------------------------------- | --------------------------------------- | --------------------------------------- | --------------------------------------- | --------------------------------------- |
| 16 marca                                | Sprint (7,5 km)                         | Anna Carin Olofsson                     | Ołena Zubryłowa                         | Tadeja Brankovič                        |
| 18 marca                                | Bieg pościgowy (10 km)                  | Anna Carin Olofsson                     | Kati Wilhelm                            | Ołena Zubryłowa                         |
| 19 marca                                | Bieg masowy (12,5 km)                   | Ołena Zubryłowa                         | Kati Wilhelm                            | Tadeja Brankovič                        |

| 9. Oslo/Holmenkollen, 23.03.2006 – 26.03.2006 | 9. Oslo/Holmenkollen, 23.03.2006 – 26.03.2006 | 9. Oslo/Holmenkollen, 23.03.2006 – 26.03.2006 | 9. Oslo/Holmenkollen, 23.03.2006 – 26.03.2006 | 9. Oslo/Holmenkollen, 23.03.2006 – 26.03.2006 |
| Data                                          | Konkurencja                                   | miejsce                                       | miejsce                                       | miejsce                                       |
| --------------------------------------------- | --------------------------------------------- | --------------------------------------------- | --------------------------------------------- | --------------------------------------------- |
| 23 marca                                      | Sprint (7,5 km)                               | Martina Glagow                                | Michela Ponza                                 | Jekatierina Iwanowa                           |
| 25 marca                                      | Bieg pościgowy (10 km)                        | Kati Wilhelm                                  | Anna Bogalij-Titowiec                         | Anna Carin Olofsson                           |
| 26 marca                                      | Bieg masowy (12,5 km)                         | Linda Tjørhom                                 | Sandrine Bailly                               | Olga Nazarowa                                 |

### Klasyfikacje
| Miejsce | Zawodniczka             | Punkty |
| ------- | ----------------------- | ------ |
| 1       | Kati Wilhelm            | 969    |
| 2       | Anna Carin Olofsson     | 818    |
| 3       | Martina Glagow          | 694    |
| 4       | Sandrine Bailly         | 674    |
| 5       | Uschi Disl              | 580    |
| 6       | Swietłana Iszmuratowa   | 568    |
| 7       | Andrea Henkel           | 531    |
| 8       | Katrin Apel             | 505    |
| 9       | Ołena Zubryłowa         | 491    |
| 10      | Florence Baverel-Robert | 476    |
| 11      | Simone Denkinger        | 476    |
| 12      | Liv Grete Poirée        | 458    |
| 13      | Olga Nazarowa           | 457    |
| 14      | Linda Tjørhom           | 456    |
| 15      | Olga Zajcewa            | 443    |
| 16      | Michela Ponza           | 436    |
| 17      | Albina Achatowa         | 415    |
| 18      | Tadeja Brankovič        | 290    |
| 19      | Liu Xianying            | 275    |
| 20      | Jekatierina Iwanowa     | 264    |
| 21      | Natalja Gusiewa         | 264    |
| 22      | Tora Berger             | 253    |
| 23      | Anna Bogalij-Titowiec   | 252    |
| 24      | Teja Gregorin           | 252    |
| 25      | Hou Yuxia               | 238    |
| 26      | Lilija Jefremowa        | 225    |
| 27      | Ekaterina Dafowska      | 217    |
| 28      | Olga Pylowa             | 211    |
| 29      | Sylvie Becaert          | 208    |

| Miejsce | Zawodnik               | Punkty |
| ------- | ---------------------- | ------ |
| 30      | Christelle Gros        | 195    |
| 31      | Katja Beer             | 192    |
| 32      | Natalja Sokołowa       | 188    |
| 33      | Natalia Lewczenkowa    | 177    |
| 34      | Magdalena Neuner       | 164    |
| 35      | Magdalena Gwizdoń      | 139    |
| 36      | Zina Kocher            | 126    |
| 37      | Madara Līduma          | 121    |
| 38      | Pawlina Filipowa       | 117    |
| 39      | Irina Nikułczina       | 115    |
| 40      | Dijana Grudiček        | 106    |
| 41      | Oksana Chwostenko      | 80     |
| 42      | Helena Jonsson         | 66     |
| 43      | Krystyna Pałka         | 63     |
| 44      | Sun Ribo               | 61     |
| 45      | Kong Yingchao          | 57     |
| 46      | Olga Anisimowa         | 56     |
| 47      | Irina Malgina          | 56     |
| 48      | Delphyne Peretto       | 50     |
| 49      | Gunn Margit Andreassen | 50     |
| 50      | Martina Halinárová     | 47     |
| 51      | Marcela Pavkovčeková   | 46     |
| 52      | Dong Xue               | 43     |
| 53      | Andreja Mali           | 36     |
| 54      | Ołena Petrowa          | 34     |
| 55      | Zdeňka Vejnarová       | 32     |
| 56      | Soňa Mihoková          | 32     |
| 57      | Éva Tófalvi            | 32     |
| 58      | Anna Lebiediewa        | 32     |

| Miejsce | Zawodnik                    | Punkty |
| ------- | --------------------------- | ------ |
| 59      | Ann Kristin Flatland        | 28     |
| 60      | Liv-Kjersti Eikeland        | 25     |
| 61      | Pauline Jacquin             | 20     |
| 62      | Kaisa Mäkäräinen            | 18     |
| 63      | Diana Rasimovičiūtė         | 17     |
| 64      | Julie Bonnevie-Svendsen     | 16     |
| 65      | Kateřina Holubcová          | 16     |
| 66      | Kanae Meguro                | 16     |
| 67      | Ludmiła Anańka              | 15     |
| 68      | Saskia Santer               | 12     |
| 69      | Magda Rezlerová             | 12     |
| 70      | Radka Popowa                | 11     |
| 71      | Outi Kettunen               | 11     |
| 72      | Ksienija Zikunkowa          | 8      |
| 73      | Anna Sorokina               | 8      |
| 74      | Gro Marit Istad-Kristiansen | 8      |
| 75      | Andreja Koblar              | 8      |
| 76      | Martine Albert              | 7      |
| 77      | Iryna Tananajko             | 6      |
| 78      | Nathalie Santer             | 5      |
| 79      | Sandra Keith                | 5      |
| 80      | Sofia Domeij                | 5      |
| 81      | Eija Salonen                | 4      |
| 82      | Irena Česneková             | 4      |
| 83      | Magdalena Grzywa            | 3      |
| 84      | Yin Qiao                    | 1      |
| 85      | Marion Blondeau             | 1      |
| 86      | Sarah Konrad                | 1      |

| Miejsce | Zawodniczka           | Punkty |
| ------- | --------------------- | ------ |
| 1       | Swietłana Iszmuratowa | 100    |
| 2       | Albina Achatowa       | 99     |
| 3       | Anna Carin Olofsson   | 96     |
| 4       | Martina Glagow        | 80     |
| 5       | Sandrine Bailly       | 74     |
| 6       | Olga Nazarowa         | 70     |
| 7       | Kati Wilhelm          | 67     |
| 8       | Olga Zajcewa          | 66     |
| 9       | Ołena Zubryłowa       | 57     |
| 10      | Olga Pylowa           | 54     |

| Miejsce | Zawodniczka             | Punkty |
| ------- | ----------------------- | ------ |
| 1       | Kati Wilhelm            | 368    |
| 2       | Anna Carin Olofsson     | 333    |
| 3       | Swietłana Iszmuratowa   | 244    |
| 4       | Sandrine Bailly         | 242    |
| 5       | Martina Glagow          | 220    |
| 6       | Linda Tjørhom           | 206    |
| 7       | Simone Denkinger        | 205    |
| 8       | Uschi Disl              | 201    |
| 9       | Florence Baverel-Robert | 200    |
| 10      | Ołena Zubryłowa         | 184    |

| Miejsce | Zawodniczka             | Punkty |
| ------- | ----------------------- | ------ |
| 1       | Kati Wilhelm            | 334    |
| 2       | Anna Carin Olofsson     | 254    |
| 3       | Sandrine Bailly         | 221    |
| 4       | Martina Glagow          | 209    |
| 5       | Katrin Apel             | 195    |
| 6       | Michela Ponza           | 182    |
| 7       | Uschi Disl              | 175    |
| 8       | Andrea Henkel           | 172    |
| 9       | Liv Grete Poirée        | 157    |
| 10      | Florence Baverel-Robert | 155    |

| Miejsce | Zawodniczka         | Punkty |
| ------- | ------------------- | ------ |
| 1       | Martina Glagow      | 170    |
| 2       | Kati Wilhelm        | 169    |
| 3       | Linda Tjørhom       | 142    |
| 4       | Uschi Disl          | 141    |
| 5       | Anna Carin Olofsson | 135    |
| 6       | Sandrine Bailly     | 134    |
| 7       | Andrea Henkel       | 128    |
| 8       | Olga Nazarowa       | 119    |
| 9       | Ołena Zubryłowa     | 115    |
| 10      | Katrin Apel         | 92     |

| Miejsce | Reprezentacja | Punkty |
| ------- | ------------- | ------ |
| 1       | Rosja         | 189    |
| 2       | Niemcy        | 181    |
| 3       | Francja       | 179    |
| 4       | Norwegia      | 171    |
| 5       | Słowenia      | 157    |
| 6       | Białoruś      | 154    |
| 7       | Chiny         | 131    |
| 8       | Bułgaria      | 131    |
| 9       | Ukraina       | 108    |
| 10      | Słowacja      | 105    |

| Miejsce | Reprezentacja | Punkty |
| ------- | ------------- | ------ |
| 1       | Niemcy        | 5758   |
| 2       | Rosja         | 5631   |
| 3       | Francja       | 5242   |
| 4       | Norwegia      | 5082   |
| 5       | Białoruś      | 4942   |
| 6       | Słowenia      | 4630   |
| 7       | Chiny         | 4498   |
| 8       | Bułgaria      | 4237   |
| 9       | Ukraina       | 3984   |
| 10      | Słowacja      | 3728   |

## Wyniki Polaków

### Indywidualnie
| Zawodnik     | SP | PU | IN | SP | IN | SP | PU  | SP | MS | SP  | PU | SP | PU | MS | IN | SP | PU | MS | SP | PU | SP | PU | MS | SP | PU | MS |
| G. Bodziana  | -  | -  | -  | 95 | 92 | -  | -   | 69 | -  | 99  | q  | -  | -  | -  | 72 | 67 | q  | -  | 67 | q  | 92 | q  | -  | 92 | q  | -  |
| M. Piecha    | 92 | q  | 99 | -  | -  | 95 | q   | 79 | -  | -   | -  | -  | -  | -  | -  | 64 | q  | -  | -  | -  | -  | -  | -  | -  | -  | -  |
| K. Pływaczyk | 98 | q  | 51 | 75 | 62 | 79 | q   | 65 | -  | DNS | q  | -  | -  | -  | 75 | -  | -  | -  | 60 | 49 | 89 | q  | -  | 69 | q  | -  |
| T. Sikora    | 9  | 15 | 10 | 7  | 44 | 16 | DNS | 13 | 22 | 35  | 24 | 8  | 6  | 9  | 21 | 19 | 18 | 2  | 5  | 5  | 2  | 20 | 1  | 5  | 2  | 15 |
| W. Ziemianin | 45 | 53 | 80 | 61 | 61 | 47 | 52  | -  | -  | 82  | q  | 35 | 26 | -  | 53 | 25 | 28 | -  | 85 | q  | -  | -  | -  | -  | -  | -  |

| Zawodnik | SP | PU | IN | SP | IN | SP | PU | SP | MS | SP | PU | SP | PU | MS  | IN | SP | PU  | MS | SP | PU | SP | PU  | MS | SP | PU | MS |
| M. Grzywa | 80 | q  | 72 | 65 | 73 | 28 | 50 | -  | -  | 80 | q  | 51 | 44 | -   | 71 | -  | -   | -  | -  | -  | -  | -   | -  | -  | -  | -  |
| M. Gwizdoń | 8  | 13 | 46 | 69 | 35 | 26 | 29 | 22 | 25 | 17 | 32 | 26 | 31 | DNF | 33 | 20 | 21  | 29 | 53 | 47 | 25 | 28  | 19 | 37 | 35 | 27 |
| M. Nykiel | 73 | q  | -  | 67 | -  | 71 | q  | 67 | -  | -  | -  | -  | -  | -   | -  | 56 | DNF | -  | 88 | q  | -  | -   | -  | -  | -  | -  |
| K. Pałka | 69 | q  | 73 | -  | 26 | 76 | q  | 50 | -  | 47 | 38 | 28 | 26 | -   | 5  | 25 | 37  | 30 | 28 | 28 | 42 | DNS | -  | 55 | 40 | -  |
| K. Ponikwia | -  | -  | 85 | 91 | 80 | -  | -  | 72 | q  | 82 | q  | -  | -  | -   | 56 | 63 | q   | -  | 52 | 43 | 52 | 48  | -  | 68 | q  | -  |
| Legenda |    |    |    |    |    |    |    |    |    |    |    |    |    |     |    |    |     |    |    |    |    |     |    |    |    |    |
| SP – sprint IN – bieg indywidualny PU – bieg pościgowy MS – bieg masowy „q” – zawodnik nie uzyskał kwalifikacji |    |    |    |    |    |    |    |    |    |    |    |    |    |     |    |    |     |    |    |    |    |     |    |    |    |    |

### Drużynowo
(do uzupełnienia)